# Notholaena aureolina
Notholaena aureolina là một loài thực vật có mạch trong họ Adiantaceae. Loài này được Yatsk. & A.L. Arbeláez A. mô tả khoa học đầu tiên năm 2008.